# Polygonia gigantea
Polygonia gigantea är en fjärilsart som beskrevs av John Henry Leech 1890. Polygonia gigantea ingår i släktet Polygonia och familjen praktfjärilar. Inga underarter finns listade i Catalogue of Life.

## Bildgalleri

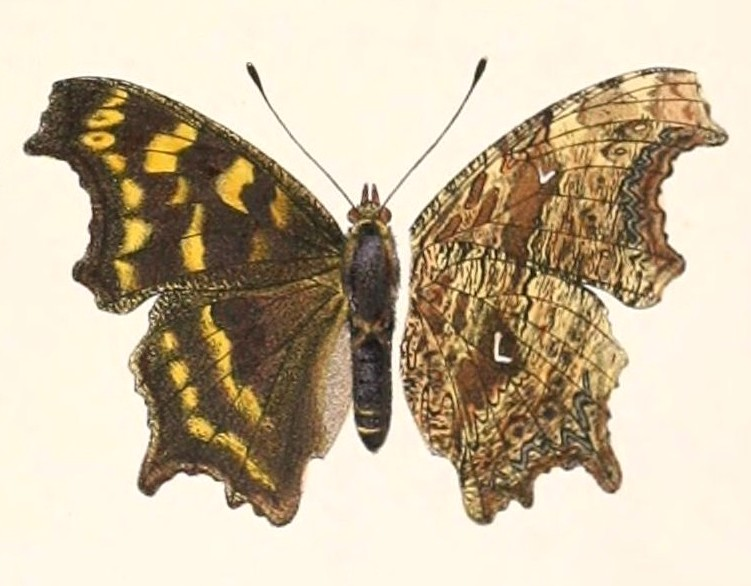